# Pterocarpus brenanii
Pterocarpus brenanii é uma espécie vegetal da família Fabaceae.
Pode ser encontrada nos seguintes países: Moçambique, Zâmbia e Zimbabwe.